# Argumenty i Fakty
Argumenty i Fakty (en ruso: Аргументы и факты, literalmente «Argumentos y Hechos», abreviado habitualmente «АиФ») es un periódico semanal con sede en Moscú y una editorial que opera en Rusia y en el extranjero.
En 2008, pertenecía al banco Promsviazbank. El 7 de marzo de 2014 fue adquirido por el Gobierno de Moscú.

## Historia
El periódico fue fundado por la Organización Pansoviética «Conocimiento» («3нание»). Se publicó en todo el territorio de la Unión Soviética. En 1980, AiF pasó a ser un semanario disponible únicamente por suscripción. A finales de los años 1980, durante la glásnost, fue una de las principales publicaciones del país. En 1990 fue incluido en el Libro Guinness de los Récords como el semanario con la mayor circulación de la historia: 33,4 millones de ejemplares.
Con la caída de la Unión Soviética, la publicación se interrumpió fuera de la Federación Rusa. En 2008, AiF tenía una circulación de unos 3 millones de ejemplares, con unos 8 millones de lectores. Más concretamente, en febrero de 2008 la circulación fue de 2 750 000 ejemplares.